# Bulbucata
Bulbucata est une commune roumaine située dans le județ de Giurgiu.